# Alexera barii
Alexera barii là một loài bọ cánh cứng trong họ Cerambycidae.